# Der Gen Soldat
Der Gen Soldat ist ein Science-Fiction- und Actionfilm aus dem Jahr 2006, produziert in den USA unter der Regie von David Flores, der 2004 mit dem Film Boa vs. Python bekannt wurde. Die deutsche Erstaufführung fand am 8. Oktober 2007 statt.

## Handlung
Gegen Ende des Zweiten Weltkrieges sind die Nazis fast geschlagen. Doch der wahnsinnige deutsche Dr. Ullmann (Ben Cross) experimentiert mit einheimischen französischen Soldaten und erschafft durch genetische Veränderungen einen Supersoldaten, der ein wenig dem Hulk ähnelt. Dieser wird allerdings unkontrollierbar und tötet Freund und Feind.
Als die US-Amerikaner davon Wind bekommen, will eine Truppe unter der Führung von Captain Malloy (Corin Nemec) das Vorhaben stoppen und den Super-Soldaten aufhalten.

## Kritiken
Die Mischung aus Science Fiction, Action, Horror und Kriegsfilm wird gern als „Trash-Movie“ bezeichnet, mit übertriebenen Klischees und schlechten Spezialeffekten.